# گاموف (دهانه)

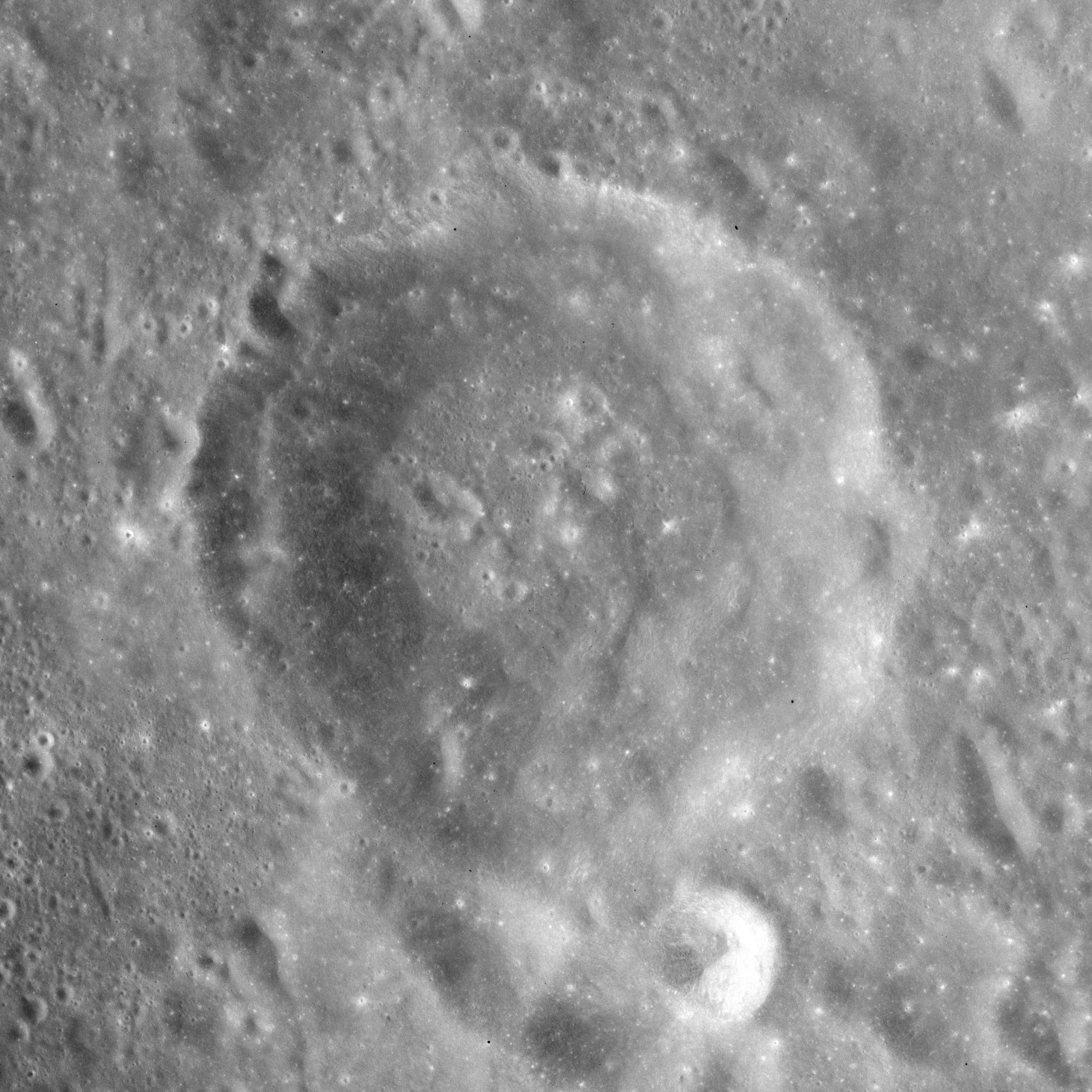
دهانه برخورداری در ماه

خطا
گاموف یک دهانه برخوردی در ماه‌ است.

## دهانه‌های اقماری
این دهانه ۴ دهانه اقماری دارد.
| Ganskiy | عرض جغرافیایی | طول جغرافیایی | قطر          |
| ------- | ------------- | ------------- | ------------ |
| K       | ۱۲.۵° S       | ۹۸.۴° E       | ۱۳.۰ کیلومتر |
| M       | ۱۲.۰° S       | ۹۷.۱° E       | ۱۴.۰ کیلومتر |
| S       | ۱۰.۲° S       | ۹۴.۷° E       | ۲۲.۰ کیلومتر |
| F       | ۹.۶° S        | ۹۹.۰° E       | ۹.۰ کیلومتر  |